# Antifer
Az Antifer az emlősök (Mammalia) osztályának párosujjú patások (Artiodactyla) rendjébe, ezen belül a szarvasfélék (Cervidae) családjába és az őzformák (Capreolinae) alcsaládjába tartozó fosszilis nem.

## Tudnivalók
Az Antifer Dél-Amerika egyik fosszilis, endemikus szarvasféléje volt, mely a késő pliocén korszakban fejlődött ki és a pleisztocén végén halt ki. Körülbelül ezelőtt 3,6 millió és 11 ezer év között élt; 3,859 millió éven keresztül maradott fenn. A szarvasfélék az úgynevezett nagy amerikai faunacsere alatt érkeztek meg, az addig elszigetelt dél-amerikai kontinensre.
Erre a kis méretű szarvasfélére az óriásfarkas (Canis dirus), valamint a rókaszerű Theriodictis vadászhatott.
Ezt a taxonnevet, 1889-ben Florentino Ameghino argentin őslénykutató, antropológus, zoológus és természettörténész alkotta meg. 1988-ban Carroll bevonta a szarvasfélék családjába.

## Rendszerezés
A nembe az alábbi 3 faj tartozik:
- Antifer crassus Rusconi, 1954
- Antifer ensenadensis (Ameghino, 1889)[4]
- Antifer ultra (Ameghino, 1889) - szinonimája: Antifer niemeyeri[5]

## Fordítás
- Ez a szócikk részben vagy egészben  az   Antifer című angol Wikipédia-szócikk ezen változatának fordításán alapul.  Az eredeti cikk szerkesztőit annak laptörténete sorolja fel. Ez a jelzés csupán a megfogalmazás eredetét és a szerzői jogokat jelzi, nem szolgál a cikkben szereplő információk forrásmegjelöléseként.
- Ez a szócikk részben vagy egészben  az   Antifer című spanyol Wikipédia-szócikk ezen változatának fordításán alapul.  Az eredeti cikk szerkesztőit annak laptörténete sorolja fel. Ez a jelzés csupán a megfogalmazás eredetét és a szerzői jogokat jelzi, nem szolgál a cikkben szereplő információk forrásmegjelöléseként.